# Phyllophaga aemula
Phyllophaga aemula är en skalbaggsart som beskrevs av Horn 1887. Phyllophaga aemula ingår i släktet Phyllophaga och familjen Melolonthidae. Inga underarter finns listade i Catalogue of Life.